# Charles II. de Luxembourg-Ligny

Wappen des Charles II. de Luxembourg-Ligny

Charles II. de Luxembourg (Karl II. von Luxemburg-Ligny; * um 1572; † 18. Februar 1608) war ab 1576 Graf (comte) von Brienne (als Karl II.) und Ligny (als Karl III.).
Er entstammte dem Haus Luxemburg-Ligny und war der älteste überlebende Sohn des Grafen Jean III./IV. von Brienne und Ligny und dessen Frau Guillemette de La Marck († 1592), Tochter des Herzogs Robert von Bouillon. Nach dem Tod des Vaters 1576 erbte er schon als Kleinkind dessen Titel. Sein Onkel, in dessen Schatten er zeitlebens stand, war François († 1613), der spätere Herzog von Piney-Luxembourg.
1583 wurde Charles mit Anne-Marie Nogaret de La Valette (1570–1605) verheiratet, der Tochter des Seigneurs Jean de Nogaret de La Valette und Schwester des Herzogs von Épernon.
In der Endphase des Machtkampfes um den französischen Thron („Krieg der drei Heinriche“) war er, wie auch sein Onkel, ein Unterstützer König Heinrichs III. 1587 wurde er daher von diesem zum Herzog von Brienne und Pair von Frankreich (duc-pair de Brienne) ernannt. Das Parlement verweigerte aber die Registrierung des Adelspatents. 1588/89, infolge des Zerwürfnisses zwischen dem König und dem Herzog von Guise, kämpfte Charles gegen die Katholische Liga. Nach der Ermordung des Königs unterstützte er dann Heinrich von Navarra, der sich als König Heinrich IV. auch durchsetzen konnte.
Später diente er als Gouverneur von Metz und des Umlandes (Pays messin). Er wurde 1597 in den königlichen Ritterorden vom heiligen Geist aufgenommen (chevalier des Ordres du roi).
Charles de Luxembourg starb 1608 im Alter von 36 Jahren. Da er keine Nachkommen hinterließ, starb sein Zweig der Familie im Mannesstamm aus und der Herzogstitel erlosch. In der Grafschaft Brienne folgte ihm seine Schwester Louise nach; über deren Tochter Louise de Béon gelangte Brienne schließlich an die Familie Loménie. Die Grafschaft Ligny hingegen fiel an den Onkel François.